# Мортен Ескіль Вінге
Мортен Ескіль Вінге (швед. Mårten Eskil Winge; 21 вересня 1825 — 22 квітня 1896) — шведський художник, один з найвизначніших історичних живописців Швеції. Професор Королівської Академії мистецтв. Поряд зі своїм однокурсником, другом і творчим соратником Августом Мальстремом зробив істотний внесок в шведський романтичний націоналізм — готицизм. Чоловік шведської художниці Ганни Матильди Тенгелін-Вінге.

## Біографія
Народився в Стокгольмі в родині ректора і вікарія Ісаака Мартіна Вінге і його дружини Андрієтти Софії, уродженої Ротман. У 1846 році здобув ступінь бакалавра в Упсальському університеті, потім навчався в художній майстерні Пера Емануеля Валландера в Стокгольмі. У 1847 році вступив до Королівської Академії мистецтв. Одночасно з навчанням, працював поштовим службовцем, а також мав додатковий дохід, займаючись малюванням портретів.
У 1856 році Вінге отримав золоту медаль і грант для художньої мандрівки за кордон від Королівської Академії мистецтв за картину «Карл X Густав біля смертного ложа Акселя Оксеншерни» . Спершу Вінге вирушив до Дюссельдорфа, де проходив практику в Дюссельдорфській академії мистецтв. Потім відвідав Париж. Там Вінге разом з Мальстремом навчався у Тома Кутюра, у якого декільком роками раніше вчився їх наставник і професор Королівської Академії мистецтв Йоган Крістоффер Боклунд. За умовами гранту Вінге зробив декілька копій картин Рубенса в Луврі. Наприкінці 1859 року вирушив до Риму, де також зробив декілька копій картин Рафаеля, Тіціана тощо. У 1863 році повернувся до Швеції.

## Творчість

### Скандинавські сюжети
З ранніх років мотивом у творчості художника були скандинавські сюжети з міфології, саг, народного фольклору.
Захопленість до романтики середньовічної Скандинавії, була передана Вінге в дитинстві, спільним другом його батька і Адама Еленшлегера, основоположником шведської лікувальної гімнастики Пером Генріком Лінгом. Останні двоє були членами літературного гуртка «Готичний Заповіт» (Götiska förbundet).
Вінге був ілюстратором епопеї «Боги Півночі» (Nordens Gudar) Адама Еленшлегера і віршів «Приймальні брати» (Fosterbröderna) кронпринца Карла XV.
Найвідоміші картини «Тор бореться з гігантами», «Крака», «Локі і Сігюн», «Г'ялмар прощається з Орвар Оддом після Самсеської битви» знаходяться в постійній експозиції Національного музею Швеції.

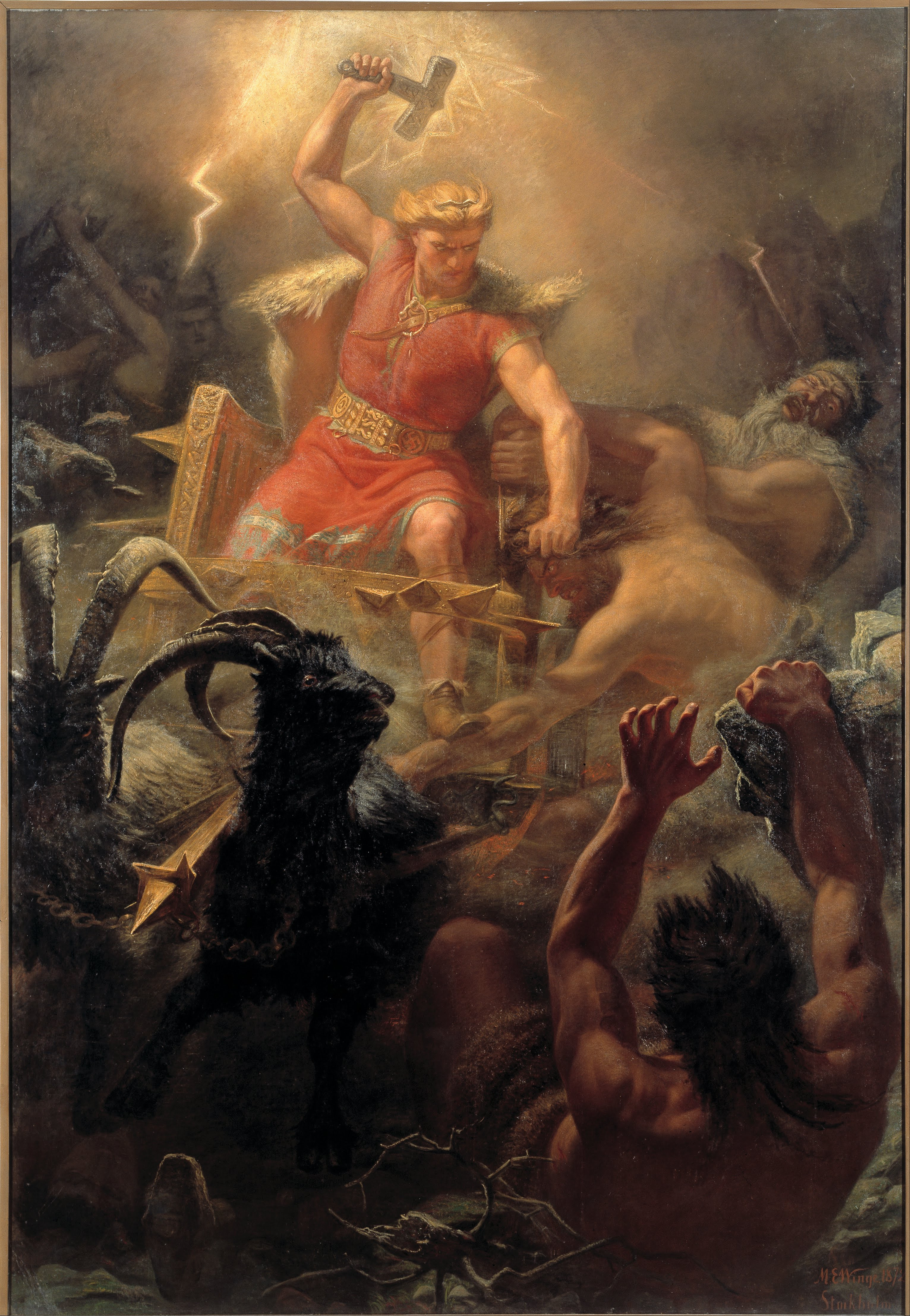
«Тор бореться з гігантами». 1872. Національний музей Швеції
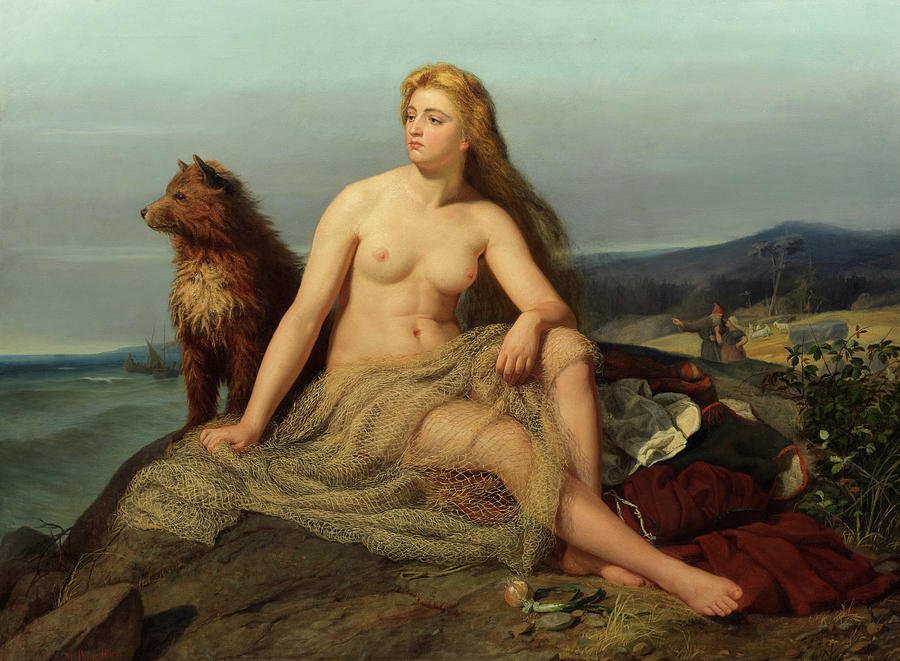
«Крака», 1862
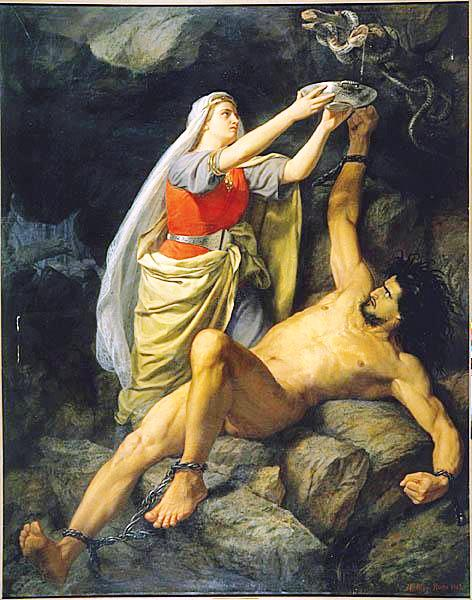
«Локі і Сігюн», 1863
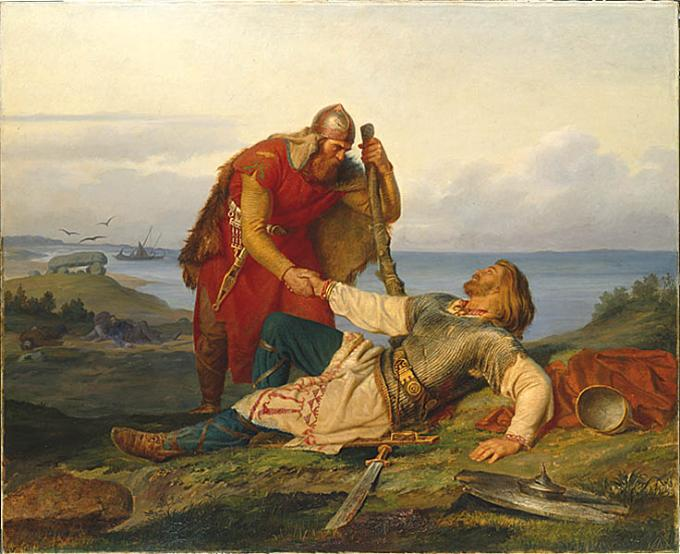
«Г'ялмар прощається з Орвар Оддом після Самсеської битви», 1866
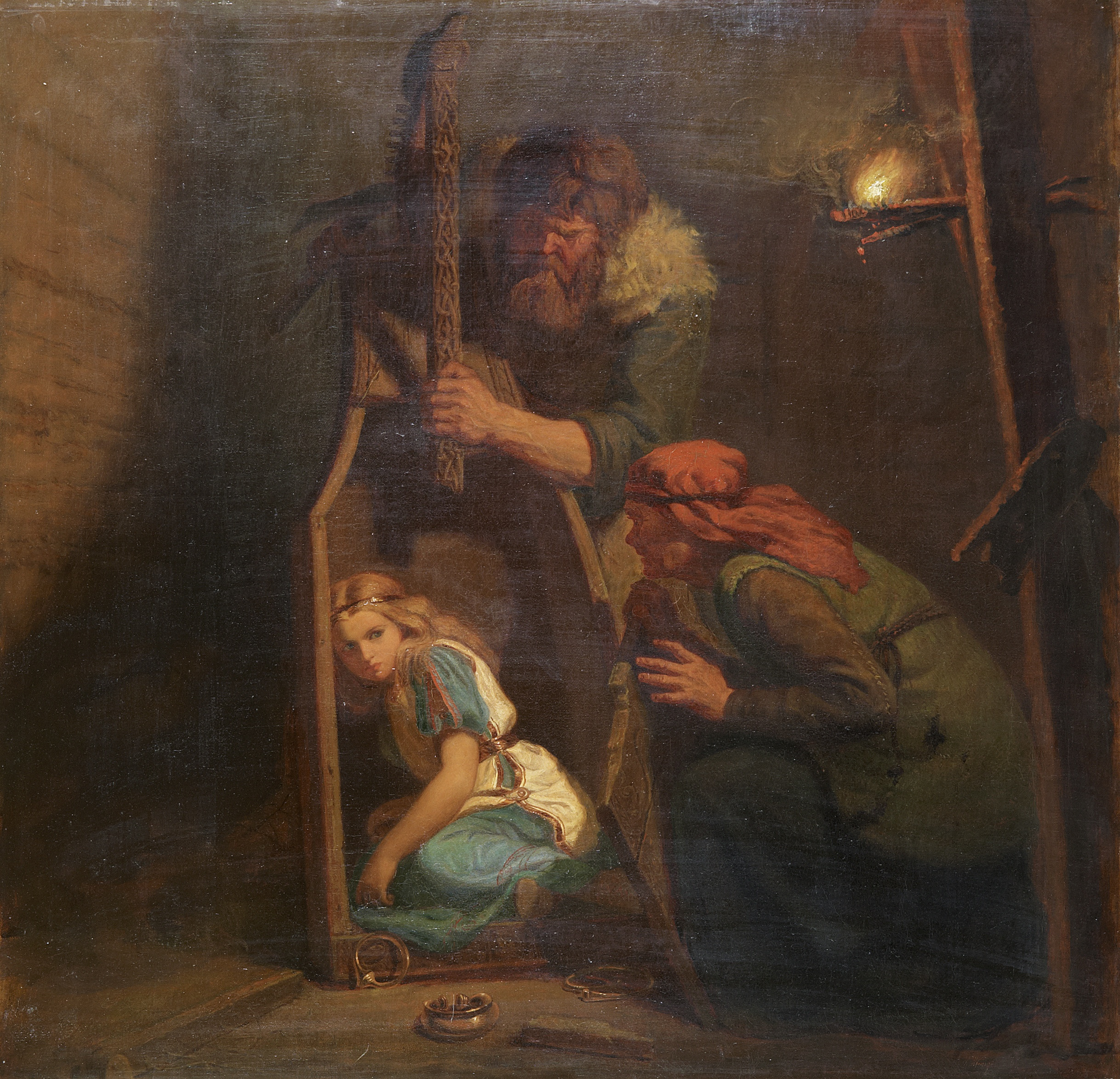
«Аслауг в арфі», 1856

### Християнські сюжети.
З великим успіхом Вінге займався живописом на біблійні сюжети Нового Заповіту. Він створив у багатьох шведських церквах прекрасні вівтарні картини, серед яких «Христос в Гетсиманському саді» — церква в Боргебю, «Воскресіння Христове» — церква у Вестанфорсі, «Преображення Господнє» — церква Святого Павла в Мальме та інші.

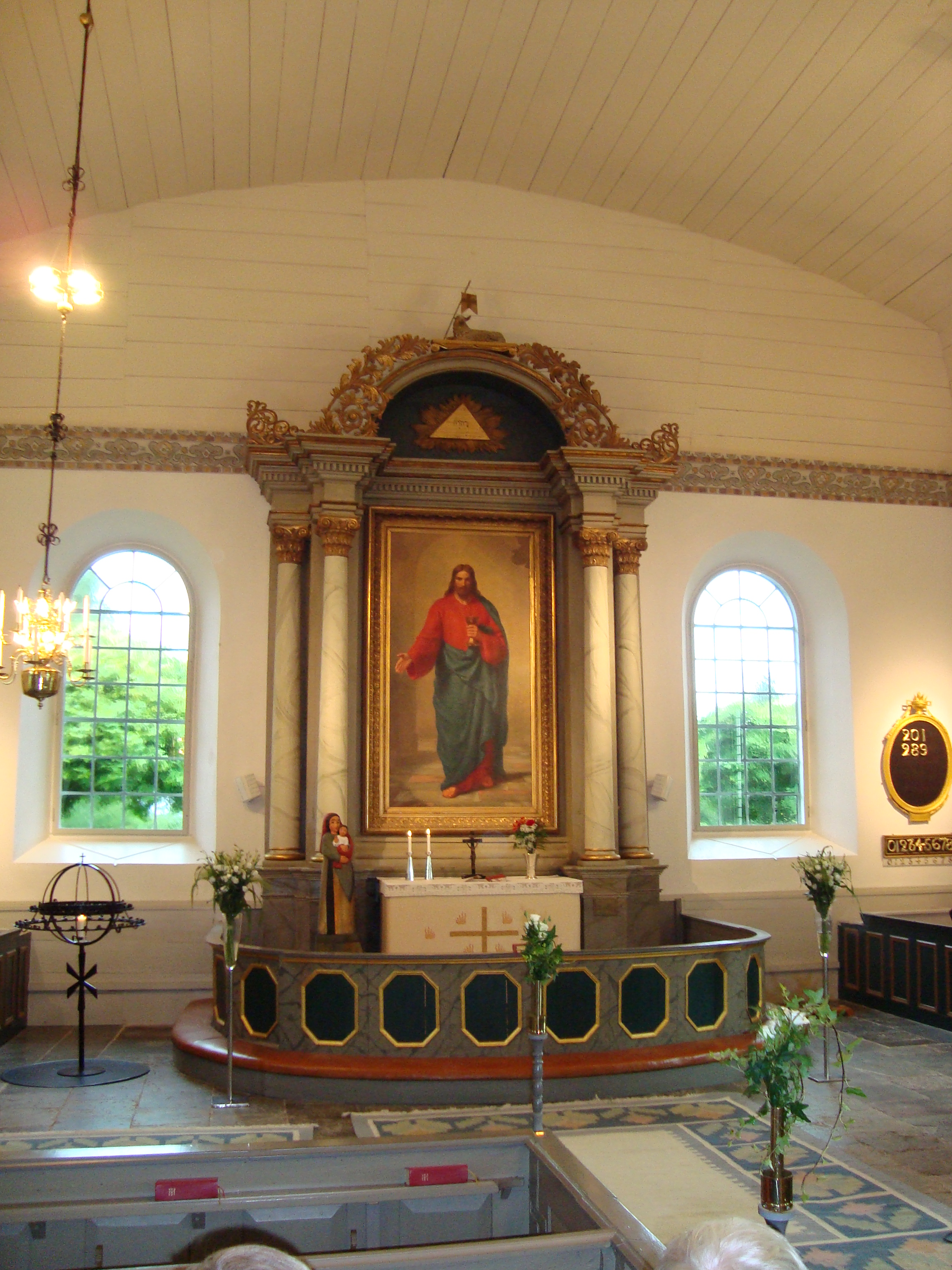
«Ісус Христос з потиром в руці», 1972, церква в Ландерюді
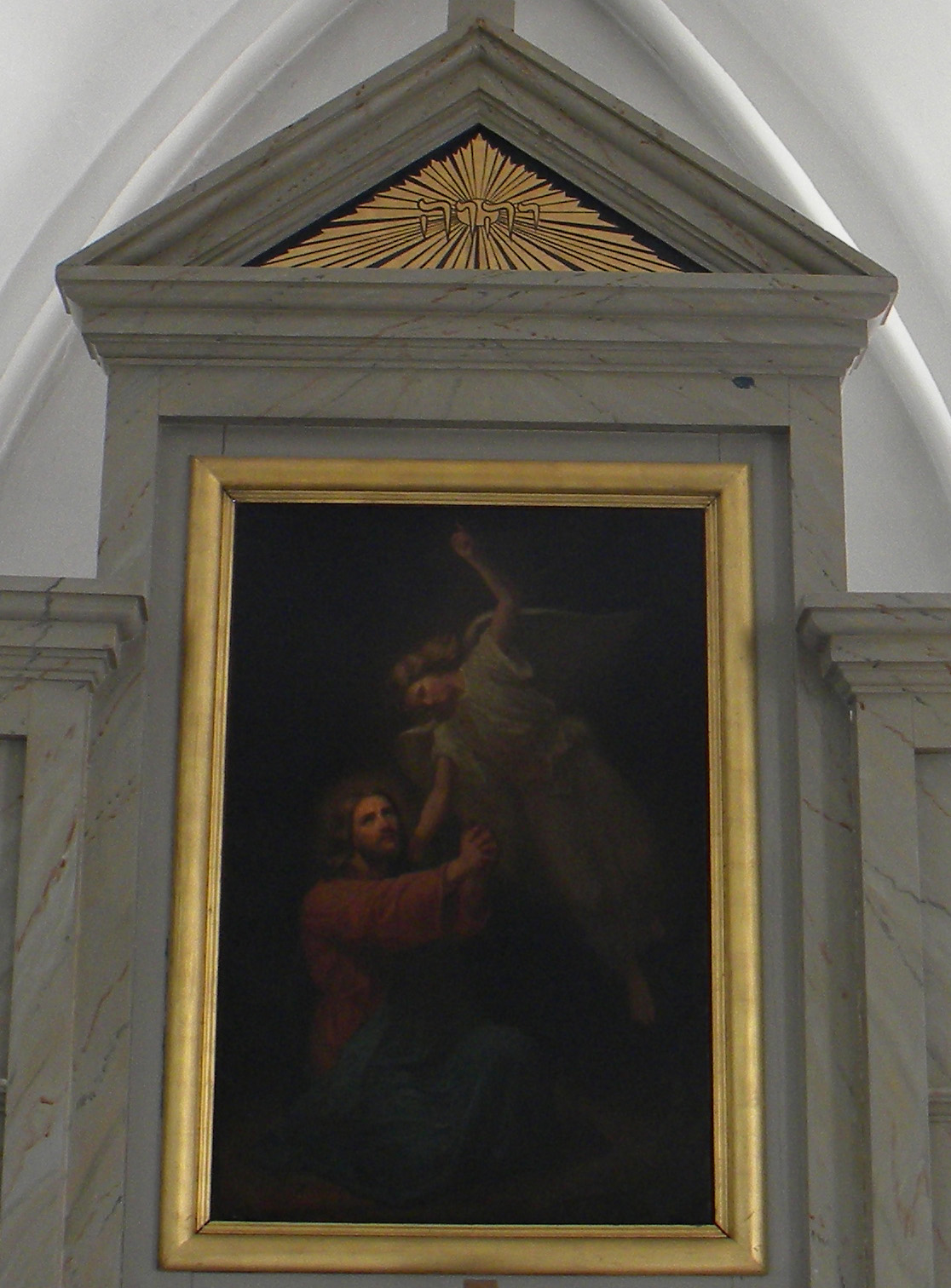
«Ісус Христос в Гетсиманському саді», 1870-і, церква в Боргебю
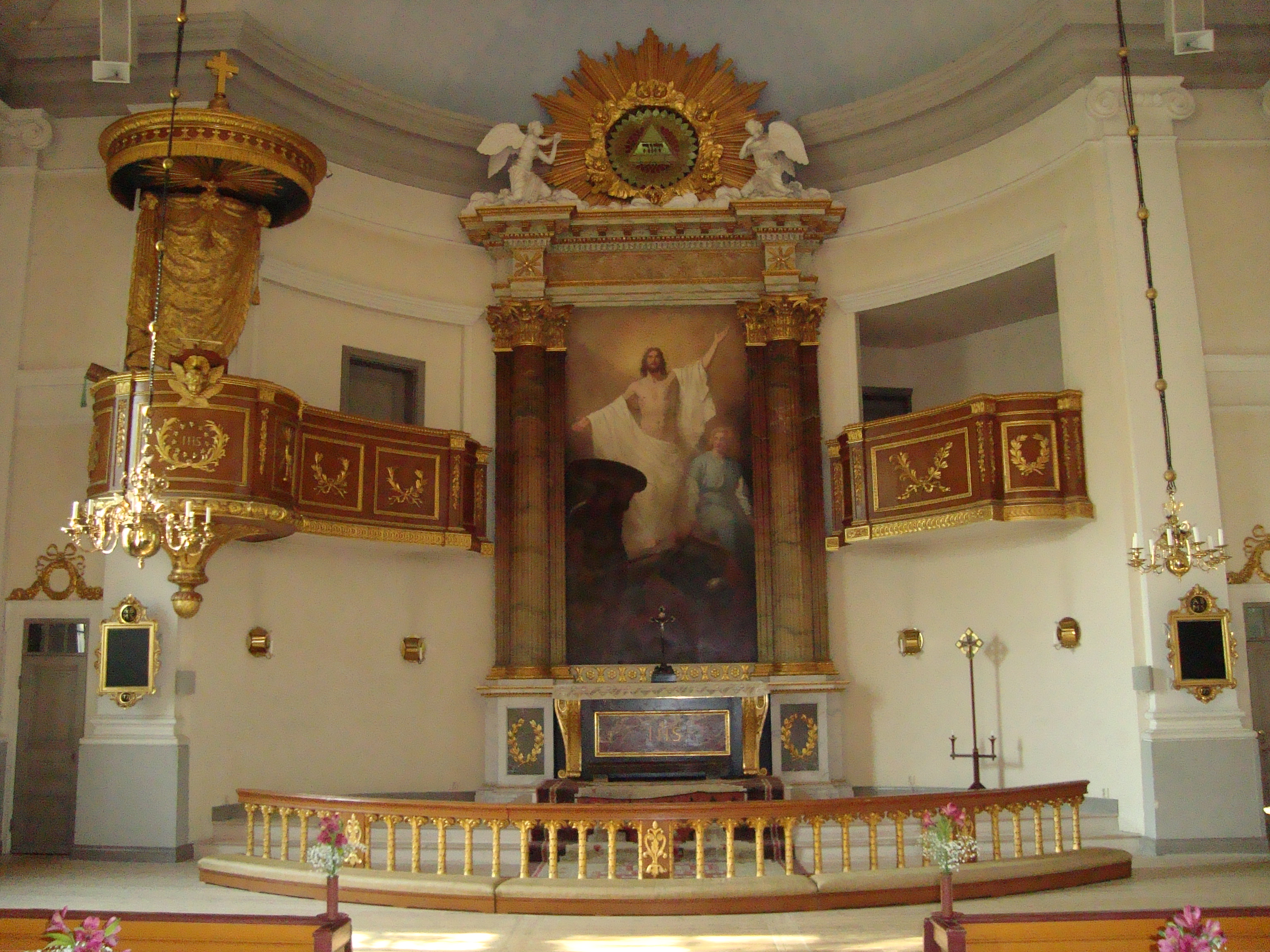
«Воскресіння Христове», 1873, церква у Вестанфорсі
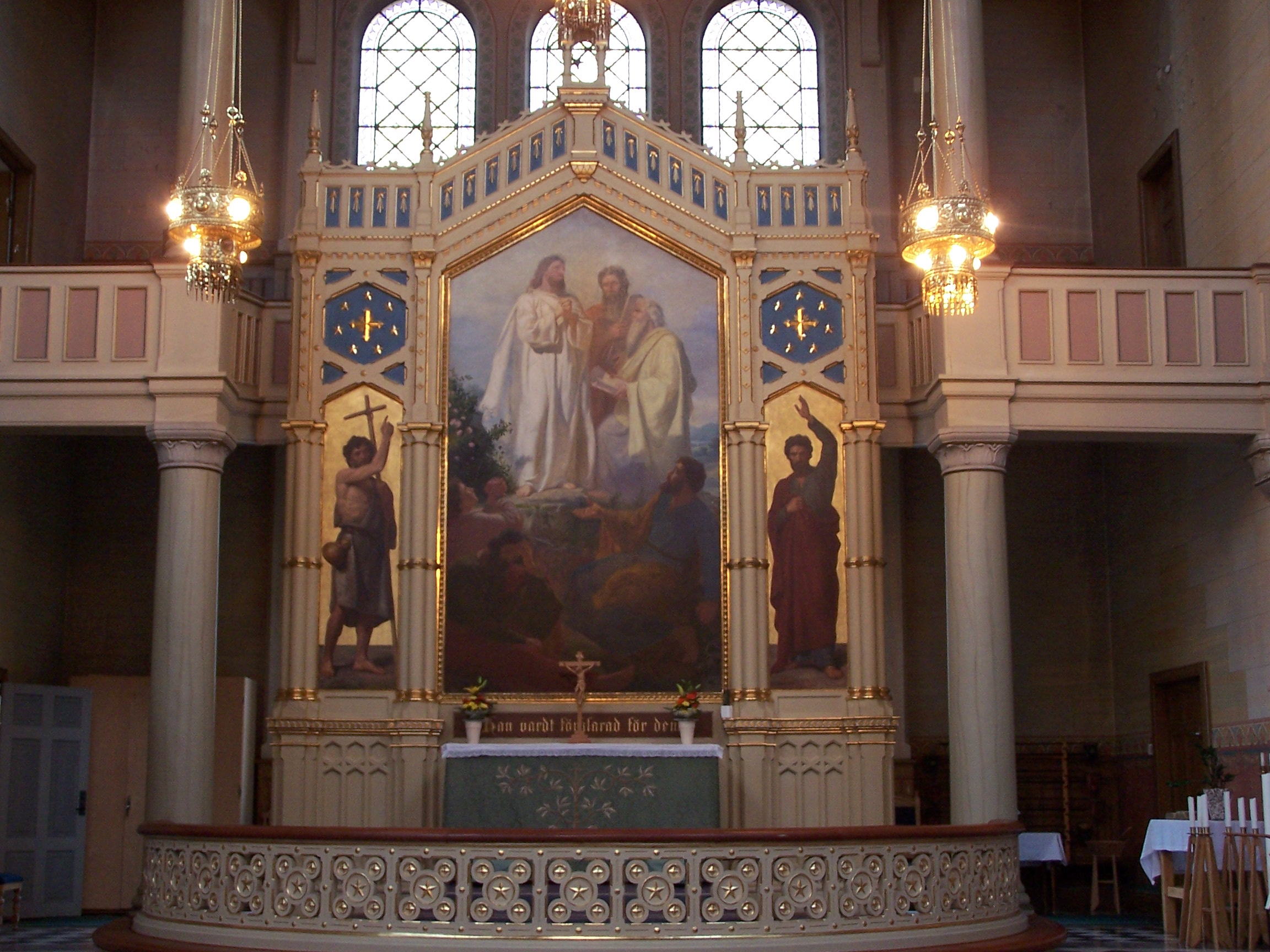
«Преображення Господнє», 1882, церква Св. Павла в Мальме